# Paweł Janda
Paweł Tomasz Janda (ur. 15 kwietnia 1973 w Łańcucie) – polski prawnik, sędzia, nauczyciel akademicki, od 2011 do 2015 członek Trybunału Stanu.

## Życiorys
Ukończył w 1997 studia prawnicze na Wydziale Prawa Filii UMCS w Rzeszowie. Odbył studia doktoranckie, po czym w 2010 uzyskał stopień doktora nauk prawnych na podstawie rozprawy zatytułowanej Ochrona osób trzecich w postępowaniu upadłościowym obejmującym likwidację majątku upadłego przedsiębiorcy. W 2011 został adiunktem na Wydziale Prawa i Administracji Uniwersytetu Rzeszowskiego.
W 2000 po ukończeniu aplikacji sądowej i zdaniu egzaminu sędziowskiego zaczął orzekać w Wydziale Gospodarczym Sądu Rejonowego w Rzeszowie. W 2003 uzyskał nominację na stanowisko sędziego sądu rejonowego. W 2010 powierzono mu funkcję prezesa rzeszowskiego Sądu Rejonowego.
17 listopada 2011 Sejm VII kadencji wybrał go na członka Trybunału Stanu. Rekomendującym klubem było Polskie Stronnictwo Ludowe przy wsparciu Platformy Obywatelskiej.

## Wybrane publikacje
- Sposoby zaspokajania roszczeń w postępowaniu upadłościowym obejmującym likwidację majątku upadłego, Wolters Kluwer Polska, Warszawa 2007.
- Ochrona osób trzecich w postępowaniu upadłościowym obejmującym likwidację majątku upadłego przedsiębiorcy, Wolters Kluwer Polska, Warszawa 2011.
- Prawo zamówień publicznych. Komentarz (współautor),  LexisNexis Polska, Warszawa 2013 (wyd. III).
- Ustawa o państwowej kompensacie przysługującej ofiarom niektórych przestępstw: komentarz (współautor), Wydawnictwo C.H. Beck, Warszawa 2010.
- Prawo upadłościowe. Komentarz, Wolters Kluwer Polska, Warszawa 2017 (wyd. I), 2020 (wyd. II).